# 埃德温·摩西
埃德温·摩西（英語：Edwin Moses，1955年8月31日—），美国男子田径运动员。他在1976年和1984年奥运会获得400米跨欄金牌。2000年他被选为劳伦斯世界体育奖首任主席。

## 生平
埃德温·摩西出生于美国俄亥俄州代顿。